# Сартамское сельское поселение
Сартамское се́льское поселе́ние — муниципальное образование в Викуловском районе Тюменской области Российской Федерации.
Административный центр — село Сартам.

## История
Статус и границы сельского поселения установлены Законом Тюменской области от 5 ноября 2004 года № 263 «Об установлении границ муниципальных образований Тюменской области и наделении их статусом муниципального района, городского округа и сельского поселения».

## Население
| 2010 | 2011 | 2012 | 2013 | 2014 | 2015 | 2016 |
| ---- | ---- | ---- | ---- | ---- | ---- | ---- |
| 667  | ↘666 | ↘641 | ↘606 | ↘580 | ↘573 | ↘570 |
| 2017 | 2018 | 2019 | 2020 | 2021 |      |      |
| ↘564 | ↗581 | ↘564 | ↘541 | ↘540 |      |      |

## Состав сельского поселения
| № | Населённый пункт | Тип населённого пункта       | Население |
| - | ---------------- | ---------------------------- | --------- |
| 1 | Долгушино        | село                         | 129       |
| 2 | Новоборовая      | деревня                      | 27        |
| 3 | Покровка         | село                         | 11        |
| 4 | Сартам           | село, административный центр | 408       |
| 5 | Староборовая     | деревня                      | 92        |

### Упразднённые населённые пункты
Ивановка (Викуловский район) — упразднённая в 1995 году деревня.